# Пети-Танкен
Пети-Танкен (фр. Petit-Tenquin) — коммуна на северо-востоке Франции, регион Гранд-Эст (бывший Эльзас — Шампань — Арденны — Лотарингия), департамент Мозель. Относится к кантону Гротенкен.

## Географическое положение
Пети-Танкен расположен в 330 км к востоку от Парижа и в 55 км к востоку от Меца.

## История
- Поселение исторической провинции Лотарингия, прево Дьёз.
- Деревня была разрушена в ходе Тридцатилетней войны, заселена поселенцами бельгийцами.

## Демография
По переписи 2011 года в коммуне проживало 232 человека.

## Достопримечательности
- Следы римской дороги.
- Церковь Нотр-Дам (1869).
- Бывший приорат Сен-Дени-де-Пари, переделан в ферму.